# Camptochaeta delicata
Camptochaeta delicata är en tvåvingeart som först beskrevs av Franz Lengersdorf 1935.  Camptochaeta delicata ingår i släktet Camptochaeta och familjen sorgmyggor.
Artens utbredningsområde är Norge. Arten är reproducerande i Sverige. Inga underarter finns listade i Catalogue of Life.